# Workfare
Workfare é um plano governamental sob o qual os beneficiários do Estado de bem-estar social têm que aceitar empregos no serviço público ou participar de formação profissionalizante. Muitos países ao redor do mundo adotaram o workfare (às vezes implementado como políticas de "trabalho em primeiro lugar") para reduzir a pobreza entre adultos saudáveis; no entanto, suas abordagens para a execução variam. Os EUA e o Reino Unido são dois países que utilizam workfare, embora com diferentes origens.

## Antecedentes
Workfare foi introduzido pela primeira vez pelo líder de direitos civis James Charles Evers em 1968; no entanto, foi popularizado por Richard Nixon em um discurso televisionado em agosto de 1969. Um dos primeiros modelos de workfare foi iniciado em 1961 por Joseph Mitchell em Newburgh, Nova Iorque. Os sistemas tradicionais de benefícios sociais são geralmente concedidos com base em certas condições, como a procura de trabalho ou com base no cumprimento de critérios que posicionariam o beneficiário como indisponível para procurar emprego ou estar empregado. No âmbito do workfare, os beneficiários têm de cumprir determinados requisitos de participação para continuarem a receber os seus benefícios sociais. Esses requisitos são muitas vezes uma combinação de atividades que se destinam a melhorar as perspectivas de emprego do beneficiário (tais como formação, reabilitação e experiência trabalho) e aqueles designados como contribuintes para a sociedade (como trabalho não remunerado ou mal remunerado). Esses programas, agora comuns na Austrália (conhecidos como "obrigação mútua"), Canadá e Reino Unido, geraram debate e controvérsia consideráveis. Nos Países Baixos, o workfare é conhecido como work first, baseado no programa Wisconsin Works dos EUA.

## Papel do Estado de bem-estar
As abordagens do workfare ao bem-estar são exemplos de política ativa de mercado de trabalho que diferem com base no Estado bem-estar de cada país e período de tempo. Políticas ativas de mercado de trabalho são utilizados para neutralizar falhas de mercado capitalísticas que impedem o pleno emprego numa economia. Quatro tipos de políticas ativas do mercado de trabalho são o reforço de incentivos, a assistência ao emprego, a manutenção da ocupação e o investimento em capital humano (social). As abordagens workfare/work first foram identificadas como formas mais coercivas de regimes de bem-estar para trabalho. Os EUA e o Reino Unido são exemplos de regimes liberais de bem-estar que priorizam o papel do mercado na mitigação da pobreza, adotando assim o workfare.
Existem dois tipos principais de regime de workfare: aqueles que incentivam o emprego direto para tirar os indivíduos da lista de assistência social e diretamente para o mercado de trabalho; e aqueles que se destinam a aumentar o capital humano, proporcionando formação e educação às pessoas atualmente no sistema de segurança social.
Nos países menos desenvolvidos, regimes semelhantes são concebidos para aliviar pobreza rural entre os diaristas, fornecendo subsídios estatais para trabalho temporário durante os períodos do ano em que há pouco trabalho agrícola disponível. Por exemplo, a Lei Nacional de Garantia de Emprego Rural (NREGA) na Índia oferece cem dias de emprego remunerado por ano aos elegíveis, em vez de auxílio de desemprego como no modelo ocidental. No entanto, um modelo de workfare normalmente não se concentra apenas na prestação de proteção social através de uma transferência de renda salarial, mas também apoia os cidadãos a entrar no mercado de trabalho.

## Metas
O suposto principal objetivo do workfare é gerar uma "contribuição líquida" para a sociedade por parte dos beneficiários da assistência social. Mais comumente, significa colocar os desempregados em trabalhos remunerados, reduzindo ou eliminando os pagamentos de assistência social a eles e criando uma renda que gera impostos. Participantes do workfare podem manter certos direitos de funcionários durante todo o processo, no entanto, muitas vezes os programas de workfare são determinados como "fora das relações de trabalho" e, portanto, os direitos dos beneficiários podem ser diferentes.
Alguns sistemas de workfare também visam obter uma contribuição dos beneficiários da assistência social por meios mais diretos. Tais sistemas obrigam os desempregados a realizar trabalhos considerados benéficos à sua comunidade.

## Perspectivas
O Canadá realizou o experimental Self-Sufficiency Project, um suplemento de rendimento aos beneficiários da assistência social que encontraram trabalho. Uma investigação de 1998 registou aumentos significativos nas taxas de emprego e nas horas trabalhadas no grupo de controle (que não se beneficiaram do projeto). Embora pesquisas posteriores tenham sugerido que o grupo de controle estava na tendência de alcançar os destinatários no longo prazo.
Uma revisão de 2001 de uma série de programas de bem-estar concluiu que os suplementos de renda são uma política eficaz para aumentar o emprego e os ganhos.
O economista e liberal clássico estadunidense Henry Hazlitt, criticando o salário mínimo em seu livro Economics in One Lesson, também criticou o "alívio do trabalho" como uma alternativa ao "alívio doméstico", argumentando que os contribuintes estariam pagando mais do que o mercado livre para o trabalho dos beneficiários, que ele acreditava ser muitas vezes de utilidade duvidosa para a sociedade.
No Reino Unido, os críticos salientam que o tipo de trabalho oferecido pelos prestadores de serviços do workfare é geralmente não qualificado e comparável ao trabalho realizado por infratores penais punidos com serviço comunitário.
O workfare também foi criticado como trabalho forçado, pois aqueles colocados sob workfare que não trabalham para quem são designados correm o risco de sofrer sanções e fome devido à perda dos benefícios necessários para sobreviver.
Um relatório de 2008 do Departamento de Trabalho e Pensões do Reino Unido sobre os esquemas de workfare dos EUA, Canadá e Austrália sugerem contra a sua eficácia. O relatório encontrou poucas evidências de que o workfare reduzisse significativamente o número de requerentes ou aumentasse a probabilidade de encontrar trabalho. Em vez disso, leva os participantes a pararem de reivindicar antes mesmo de conseguirem trabalho, deixando-os sem rendimentos. No entanto, o relatório observa que havia um conjunto limitado de evidências.